# Cheylard-l'Évêque
Cheylard-l'Évêque is een gemeente in het Franse departement Lozère (regio Occitanie) en telt 62 inwoners (2009). De plaats maakt deel uit van het arrondissement Mende.

## Geografie
De oppervlakte van Cheylard-l'Évêque bedraagt 30,0 km², de bevolkingsdichtheid is dus 2,1 inwoners per km².
De onderstaande kaart toont de ligging van Cheylard-l'Évêque met de belangrijkste infrastructuur en aangrenzende gemeenten.

## Demografie
Onderstaande figuur toont het verloop van het inwonertal (bron: INSEE-tellingen).